# ステファヌ・ギヴァルシュ
- ステファン・グィヴァルフ

ステファヌ・ピエール・イヴ・ギヴァルシュ（Stéphane Pierre Yves Guivarc'h, 1970年9月6日 - ）は、フランス・コンカルノー出身の元同国代表サッカー選手。現役時代のポジションはFW（センターフォワード）。
ブルトン語においては「Stefan Gwivarc'h」と表記される。また「ch」と「c'h」の発音は明確に区別されるため、ステファン・グィヴァルフ (IPA: [stɛfãn ɡ(ɥ)ivar(x)]) といった発音になる。フランス語においてはギヴァルまたはギヴァルク (フランス語発音: [stefan ɡivaʁ(k)]) となり、ギヴァルシュ (フランス語発音: [ɡivaʁʃ]) とは発音されない。

## クラブ経歴
1989年にスタッド・ブレスト29からプロデビューした。1991年には同じブルターニュ地域圏のEAギャンガンに移籍。ここでは100試合以上に出場し1試合平均得点数は2を超えた。1995-96シーズンよりギー・ルー率いるAJオセールに加入するが、23試合の出場で3得点に終わった。1996-97シーズン、レンタル移籍したスタッド・レンヌで36試合出場22得点を記録し得点王のタイトルを獲得する。翌シーズンはオセールに復帰し、21得点を記録して2シーズン連続で最多得点に輝いた。UEFAカップにおいては準決勝でSSラツィオに敗れたが、この試合で挙げた2ゴールを含め計7得点を記録し同大会の得点王となった。
フランス・ワールドカップ後にはアーセナルFCやニューカッスル・ユナイテッドFCからオファーが舞い込む。1998年6月にニューカッスルへ3.5百万ポンドの移籍金で加入し、アラン・シアラーのパートナーとして期待された。デビュー戦となる8月30日のリヴァプールFC戦でゴールを挙げるが、自身の獲得を希望したケニー・ダルグリッシュ監督が解任されルート・フリット新監督が就任すると構想外となり、4試合の出場に止まるなど思うような活躍ができなかった。
11月6日、スコティッシュ・プレミアリーグのレンジャーズFCに3.5百万ポンドの移籍金で加入。契約から2日後のセント・ジョンストンFC戦では途中出場ながら2得点を挙げ、7-0での大勝に貢献した。11月29日にはリーグカップにおいて再びセント・ジョンストンと対戦すると、先制ゴールを挙げ2-0で勝利を収めた。ディック・アトフォカート監督の下、トレブル達成の一員となった。
翌シーズンよりオセールに復帰し、同クラブへ3度目の所属となった。現役最終年の2000-01シーズンにはギャンガンに復帰。クラブレコードとなる計69得点を記録した。

## 代表経歴
1996-97シーズンにリーグで得点王となったことを評価され、1997年10月に27歳でフランス代表に初招集される。10月11日の南アフリカ戦でデビューすると以降は代表に定着し、1998年には自国開催のFIFAワールドカップのメンバーに選出。エメ・ジャケ監督から背番号9を与えられる。初戦の南アフリカ戦で先発し26分にクリストフ・デュガリーと交代した。ラウンド16・パラグアイ戦では、オセールでの同僚ベルナール・ディオメドに代わり76分から投入された。準々決勝のイタリア戦以降は先発し65分に途中交代。続く準決勝クロアチアとの一戦では、ダヴィド・トレゼゲとの交代で68分にベンチに下がる。決勝のブラジル戦も66分にデュガリーに代わりピッチを去る。大会を通して無得点ながらチームの優勝に貢献した。

## 引退後
引退後はアマチュアクラブを指導する傍ら、テレビ解説者も務めている。
既婚で3児の父である。また、地元コンカルノーでスイミングプールのセールスマンをしている。

## 人物
姓は「俊敏な種牡馬」を意味する。
1998 FIFAワールドカップ優勝の功績が認められ、レジオンドヌール勲章シュヴァリエを授与されている

## 代表歴

### 出場大会
- フランス代表
  - 1998 FIFAワールドカップ

### 試合数
- 国際Aマッチ 14試合 1得点（1997年-1999年）[12]

| フランス代表 | 国際Aマッチ | 国際Aマッチ |
| 年           | 出場        | 得点        |
| ------------ | ----------- | ----------- |
| 1997         | 2           | 1           |
| 1998         | 11          | 0           |
| 1999         | 1           | 0           |
| 通算         | 14          | 1           |

## タイトル
クラブ
オセール
- ディヴィジオン・アン : 1995-96

レンジャーズ
- スコティッシュ・プレミアリーグ : 1998-99
- スコティッシュ・カップ : 1998-99
- スコティッシュリーグカップ : 1998-99

代表
フランス
- FIFAワールドカップ : 1998

個人
- ディヴィジオン・アン得点王 : 1996-97（22得点）, 1997-98（21得点）
- UEFAカップ得点王 : 1997-98（7得点）